# Ġebel ġol-Baħar
Ġebel ġol-Baħar est un prétendu temple mégalithique situé sous l'eau, au large de San Ġiljan, à Malte. Le site a été identifié en 1999 par l'entrepreneur allemand à la retraite Hubert Zeitlmair, un disciple de Zecharia Sitchin, mais il n'a jamais été étudié correctement et les archéologues conventionnels ne pensent pas que le site soit réellement un temple immergé.

## Historique
Le site a été découvert le 13 juillet 1999 par Shaun Arrigo et son frère Kurt, qui travaillaient sous les instructions d'Hubert Zeitlmair, un investisseur immobilier allemand à la retraite intéressé par la pseudoarchéologie. La découverte a été rapportée dans les médias locaux en octobre 1999, puis l'intérêt s'est calmé. D'autres explorations du site ont été menées par Zeitlmair en novembre 1999 et mai 2000.
Le site a reçu le nom de Ġebel ġol-Baħar, qui signifie "Pierres dans la mer" en langue maltaise.

## Situation
Le site est situé sur un plateau sous-marin, à environ 2 km au large de San Ġiljan. Le plateau mesure 900 × 500 mètres, et son point culminant, qui semble être artificiel, est de 19 mètres sous le niveau de la mer.

## Description
Ce site sous-marin contient de gros rochers que Zeitlmair croyait être artificiels et non naturels, et qui sont couverts de végétation. Zeitlmair l'a décrit comme étant composé d'un groupe de trois cercles de pierre, avec des « chambres » d'un diamètre de 9 à 11 mètres, avec des parties ayant une hauteur allant jusqu'à 6 à 10 mètres.
Une 'avenue' monte jusqu'à l'entrée de la structure, qui fait face à l'est. Des traces sur le fond marin ressemblant à des ornières ont également été observées sur le site. Ce qui ressemble à des rails en pierre débouchent près du site, comme pour Marsakloxx, dans la baie de Saint-Georges.

## Interprétation
Zeitlmair pense que le temple a été construit par des extraterrestres vers 10000 à 12000 av. J.-C. et a été submergé à la fin de la dernière période glaciaire, ce qui correspondrait au récit du déluge de la Genèse. Il déclare qu'il a été guidé par ses « ancêtres primitifs, à savoir ... le dieu Pa.tha-i-da.na Asu.ara tSi.dha et la déesse Ashtar-tara reine de l'Atlantide », qu'il a rencontrés à Malte.
Le site a été lié à l'Atlantide de Platon, et Zeitlmair a publié un livre à ce sujet en allemand. La présence de dépôts de sable plus profonds du côté ouest des "ruines" que du côté est, indiquerait que la hausse du niveau de la Méditerranée, par l'afflux des eaux de l'Atlantique, a été impliquée dans l'inondation du "temple".

## Critiques
La théorie de Zeitlmair, jugée douteuse par la majeure partie de la communauté scientifique, ne correspond pas à la chronologie préhistorique de Malte, car la première habitation humaine connue de l'ile est estimée remonter à seulement 5900 av. J.-C..
Les archéologues maltais ne sont pas convaincus que le site soit un temple mégalithique. D'autres personnes qui y ont plongé ont déclaré que les rochers qui composent le site ne sont pas mégalithiques, mais sont des blocs modernes qui ont été déversés illégalement.
Mark Rose, directeur de la rédaction en ligne de l'Institut archéologique américain, a écrit que la chronologie semblait quelque peu confuse dans l'interprétation de Zeitlmair. Selon le site Web, il voit des liens entre le "temple" submergé et à la fois le déluge de Noé et l'élévation du niveau de la mer après la fin de la dernière période glaciaire (la période à laquelle, a-t-il déclaré à Maltamag, il espère que des études montreront la date des temples sous-marins maltais). Quant aux bâtisseurs des temples, Zeitlmair s'en remet à Zacharie Sitchin.
Walter-Jörg Langbein déclare : « Là où, sur le site de Gebel-Gol-Bahar, il n'y a que des monolithes éparpillés, il y a une véritable mer de pierres, un champ de ruines presque infini. »